# مقاطعة شاكلفورد (تكساس)
مقاطعة شاكلفورد (بالإنجليزية: Shackelford  County)‏ هي إحدى المقاطعات في ولاية تكساس، الولايات المتحدة الأمريكية.